# Söingen
Söingen är en sjö i Gislaveds kommun i Småland och ingår i Nissans huvudavrinningsområde. Sjön är 8,6 meter djup, har en yta på 0,609 kvadratkilometer och befinner sig 147,2 meter över havet. Sjön avvattnas av vattendraget Österån. Vid provfiske har bland annat abborre, braxen, gädda och karpfisk (obestämd) fångats i sjön.

## Delavrinningsområde
Söingen ingår i det delavrinningsområde (634640-135380) som SMHI kallar för Utloppet av Söingen. Medelhöjden är 167 meter över havet och ytan är 15,56 kvadratkilometer. Räknas de 3 delavrinningsområdena uppströms in blir den ackumulerade arean 45,11 kvadratkilometer. Österån som avvattnar avrinningsområdet har biflödesordning 3, vilket innebär att vattnet flödar genom totalt 3 vattendrag innan det når havet efter 88 kilometer. Delavrinningsområdet består mestadels av skog (73 %). Avrinningsområdet har 0,96 kvadratkilometer vattenytor vilket ger det en sjöprocent på 6,2 %.

## Fisk
Vid provfiske har följande fisk fångats i sjön:
- Abborre
- Braxen
- Gädda
- Karpfisk obestämd
- Mört